# Оуен Юнг
Оуен Д. Юнг (англ. Owen D. Young) (27 жовтня 1874, Старк, Нью-Йорк — 11 липня 1962) — американський фінансист, президент правління «Дженерал Електрик» («General Electric»), автор 50-річного плану стягнення репарацій з Німеччини, прийнятого 1929 року і відомого як план Юнга.

## Життєпис
Народився Оуен Юнг у містечку Старк, округу Геркаймер, штату Нью-Йорк. У 1894 році закінчив Університет Сент-Лоуренса (St. Lawrence University). Оуен три роки провчився у Бостонському університеті, вивчав право. У 1896 році закінчив з відзнакою Бостонський університет.